# Editorial Claridad
Editorial Claridad fue una editorial argentina fundada el 30 de enero de 1922 en Buenos Aires por Antonio Zamora.
Antiguamente se situaba en la calle Boedo 837 y debido a ello el grupo literario vinculado a la editorial durante la década de 1920 fue llamada 'El grupo de Boedo', grupo muy destacado en la historia literaria argentina por la cantidad de escritores y artistas notables que lo conformaban.
Algunas de sus publicaciones más destacadas fueron la revista Los pensadores, la revista Claridad y la colección Los nuevos.
La editorial Claridad es considerada uno de los más importantes emprendimientos culturales durante la primera mitad del siglo XX en Argentina.

## Historia

### Primeros tiempos y el grupo Boedo

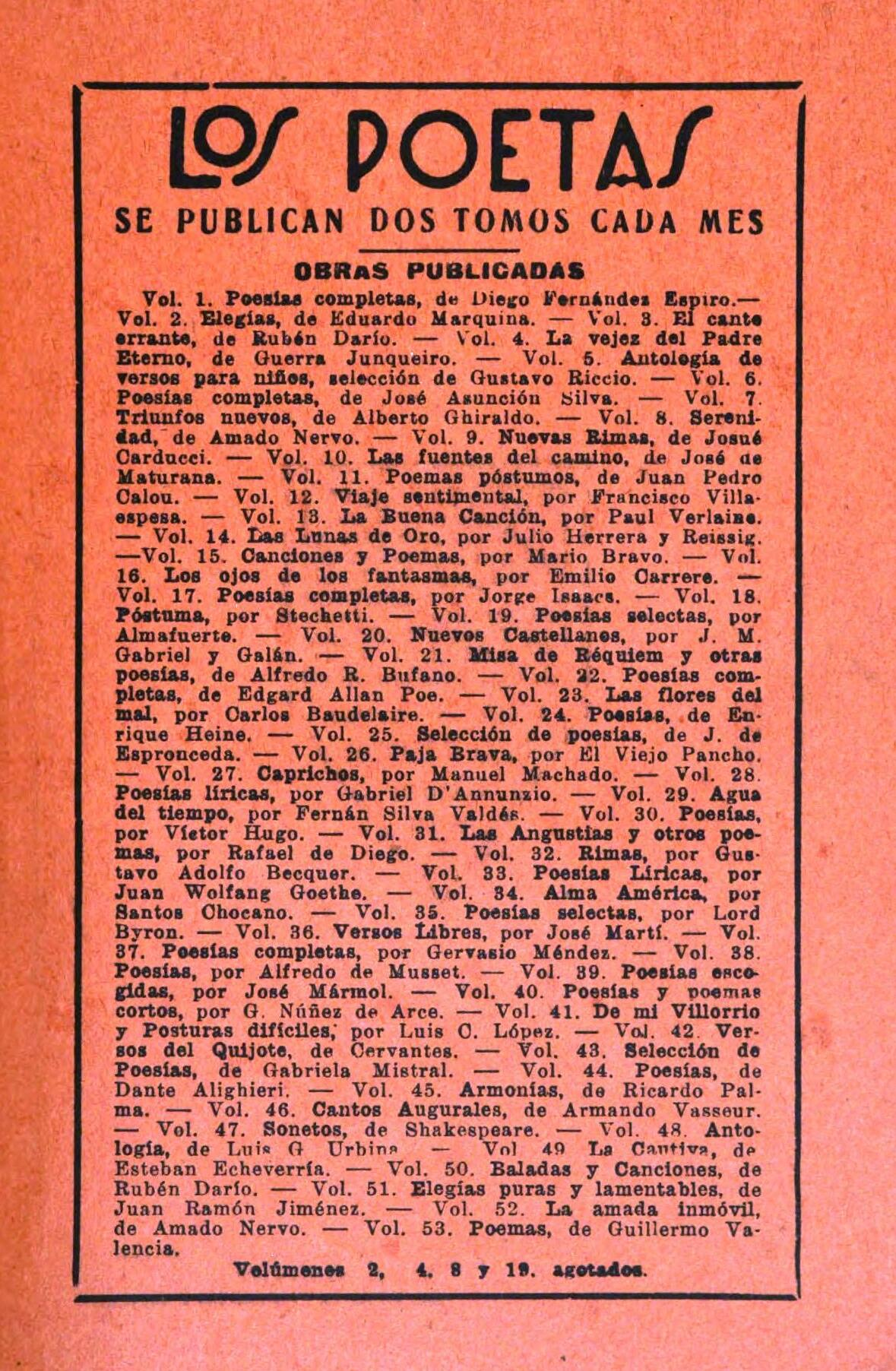
Catálogo de la colección Los Poetas, 1926, en la contratapa de la edición de "Martín Fierro".

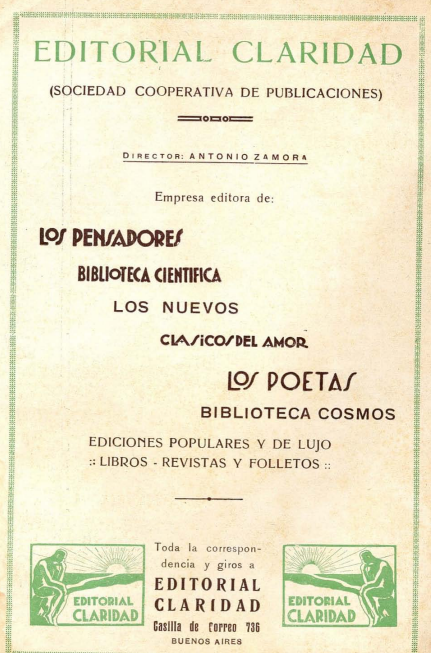
Publicidad de la editorial Claridad en la revista Los Pensadores, de la misma editorial.

La editorial fue fundada el 30 de enero de 1922 en Buenos Aires por Antonio Zamora con el nombre de Cooperativa Editorial Claridad. El nombre elegido se inspiró en el nombre del movimiento intelectual francés, vinculado a Henri Barbusse,  'Clarté' .
La divulgación era uno de los principales propósitos del proyecto. Según el propio Zamora: «una editorial no debía ser una empresa comercial, sino una especie de universidad popular».
El precio de los libros publicados por la editorial era bastante módico, sus ediciones más populares y baratas tenía un precio que iban de los cincuenta centavos a un peso.
Entre las primeras publicaciones de Claridad estaban las colecciones Los Poetas y la Biblioteca científica, dedicada esta última principalmente a temas relacionados con la sexualidad.
Los pensadores, primero como colección de obras selectas y luego como colección, se publicó entre los años 1922 y 1926, a partir de este año se llamaría Revista Claridad y seguiría publicándose hasta 1941. 
La ideología política de la editorial y del grupo que la rodeaba se ubicaba en una izquierda amplia, admitiendo diversidad de posturas, desde las más extremas hasta otras más moderadas. En general abogaban por una revolución política y social, y se oponían a las dictaduras, al militarismo, al imperialismo y al clericalismo.
Originalmente la editorial estaba ubicada en la calle Entre Ríos 126, pero pronto se mudó a Boedo 837, en donde estaba el taller gráfico de Lorenzo Raño. El nombre de esa calle es el que le dio nombre al grupo Boedo y fue elegido por los escritores que allí se reunían (Nicolas Olivari, Lorenzo Stanchina, Elías Castelnuovo) para diferenciarse del grupo Florida cuyo nombre derivaba también de la calle en la que se congregaban sus miembros.
Entre los jóvenes escritores que se reunían en torno de la editorial se encontraban, entre otros: Elías Castelnuovo, Álvaro Yunque, Leónidas  Barletta, César Tiempo, Nicolás  Olivari, Roberto Mariani y Roberto  Arlt (Ver Café El Japonés lugar histórico de reunión del grupo Boedo cerca de la editorial).

### Actualidad
En 1980 la editorial fue comprada por Heliasta S.R.L, su actual propietaria. Su especialidad son los diccionarios, aunque también publica sobre temas muy variados, tales como música, medicina, arquitectura y religión. Su sede se encuentra en Vidal 2649.
En el año 2000 la Junta de Estudios Históricos del Barrio de Boedo colocó una placa en la fachada del antiguo edificio de Claridad, en Boedo 837, que dice:

Desde este lugar el 30 de enero de 1922, "Editorial Claridad" comenzó a iluminar el pensamiento americano. Homenaje a su fundador Antonio Zamora y al grupo Boedo.

## Publicaciones destacadas

### Los pensadores
La colección Los pensadores  comenzó a publicarse el 22 de febrero de 1922, su periodicidad era semanal y su formato de 16 x 25. El precio de venta era de veinte centavos (el mismo precio de un café con leche, pan y manteca).
En cada volumen se incluía una obra selecta de la literatura universal. Para su primer número se eligió la obra Crainquebille de Anatole France. La tapa se ilustraba con el retrato del autor elegido, y en la contratapa se ubicaban sus datos biográficos. Todos sus volúmenes eran de treinta y dos páginas.
Hasta su número 18 tuvo como subtítulo «Revista de selección universal», y a partir del número siguiente pasó a ser «Publicación semanal de obras selectas».
Su primera época se editó hasta el número 100 en diciembre de 1924, en ese mismo mes comenzaría la segunda época de Los pensadores, desde entonces convertida en revista literaria, aunque manteniendo la continuidad numérica.
En esta segunda época se pretendió convertir Los pensadores en una tribuna de discusión cultural e ideológica, privilegiando los artículos originales, además de traducciones y notas sobre literatura e ideas en general. Su nuevo subtítulo sería: «Revista de selección ilustrada, arte, crítica y literatura. Suplemento de Editorial Claridad».
Elías Castelnuovo, Leónidas Barletta y Lorenzo Stanchina, quienes anteriormente habían editado las revistas Dínamo y Extrema izquierda, se unieron a Zamora para colaborar en esta nueva etapa de Los pensadores. Elías Castelnuevo sería desde entonces el jefe de redacción de la revista.
En las páginas de los pensadores escribieron, entre otros: Elías Castelnuovo, Leónidas Barletta, Nicolas Olivari, Roberto Mariani, César Tiempo, Raúl González Tuñón, Pedro Juan Vignale y Álvaro Yunque.
El número 122, en junio de 1926, fue el último de Los pensadores, luego de eso pasaría a llamarse Revista Claridad, pero manteniendo sus mismos principios.

### RevistaClaridad
El número 1 de la revista Claridad se publicó en julio de 1926, con Leónidas Barletta como director, e Israel Zeitlin (más conocido como César Tiempo) como secretario.
En su presentación de la revista, Antonio Zamora decía:

Esta revista no es una revista más. Es simplemente una revista con traje nuevo. Los mismos que hacían LOS PENSADORES seguirán haciendo CLARIDAD.

Si no están todos, está por lo menos el mismo espíritu que creó y mantuvo aquella publicación. Abrigamos los mismos propósitos y los iremos cumpliendo a medida que nos sea posible.

(...)

CLARIDAD aspira a ser una revista en cuyas páginas se reflejen las inquietudes del pensamiento izquierdista en todas sus manifestaciones. Deseamos estar más cerca de las luchas sociales que de las manifestaciones puramente literarias.
 Revista Claridad, año I, número I.

Los primeros siete números aparecieron con numeración correlativa, pero el octavo fue numerado como el 130 para recuperar la continuidad con Los pensadores.
Como indica la segunda parte del subtítulo que tenía: «Revista de arte, crítica y letras, tribuna del pensamiento izquierdista», el carácter político de la revista era bastante marcado. En 1935 al subtítulo se le agregó: «Queremos hacer la revolución en los espíritus educando al soberano»; y en 1937 se reemplazó por: «Revista de arte, crítica y letras, ciencias sociales y políticas. La revista americana de los hombres libre».
La revista finalmente dejó de publicarse en diciembre de 1941, debido a la suba en los costos de materiales y salarios, siendo su último número el 347.

### ColecciónLos nuevos
La colección Los nuevos estaba orientada a promocionar a jóvenes escritores. Algunos de los autores publicados fueron:
- Enrique Amorim
- Leónidas Barletta con Los pobres
- Clara Beter[17] con Versos de una...[18]
- Elías Castelnuovo con las novelas Tinieblas y Malditos
- Juan Cendoya con Desventurados
- Roberto Mariani con Cuentos de la oficina
- Alberto Pinetta con Miseria de quinta edición [19]
- Abel Rodríguez

Escritores en orígen rechazados, que posteriormente publicaron en dicha editorial
- Roberto Arlt intentó publicar en esta colección su novela El juguete rabioso, pero fue rechazado.[20][nota 3]